# Odiellus meadii
Odiellus meadii is een hooiwagen uit de familie echte hooiwagens (Phalangiidae).